# Hemsleya zhejiangensis
Hemsleya zhejiangensis är en gurkväxtart som beskrevs av Chao Zong Zheng. Hemsleya zhejiangensis ingår i släktet Hemsleya och familjen gurkväxter. Inga underarter finns listade i Catalogue of Life.